# معركة كيسمايو (2008)
معركة كيسمايو هي معركة حدثت في مدينة كيسمايو في 20 أغسطس 2008، سيطر خلالها مقاتلو قبائل أوغادين على مدينة كيسمايو، وطردوا القوات الإثيوبية منها وعشيرة المريحان المتحالفة مع الإثيوبيين. بدأ المقاتلون هجومًا كبيرًا بغزو ميناء كيسمايو الصومالي الجنوبي. وبحسب ما ورد قتلوا خلال ثلاثة أيام من القتال ما يزيد عن 89 جنديًا إثيوبيًا وجرحوا 207 آخرين، واستولت عشيرة أوغادين بقيادة أحمد مادو على البلدة، وبعد انسحاب الجيش الإثيوبي شوهدت ميليشات المريحان وهي تفر من المدينة في جميع الاتجاهات، واستسلموا في نهاية المطاف وفر البعض إلى رأس كامبوني في 22 أغسطس.

## خلفية
سقطت مدينة كيسمايو بيد القوات الإثيوبية في 1 يناير 2007، بعد تراجع اتحاد المحاكم الإسلامية وتركه للمدينة بعد هزيمته في معركة جلب. حيث دخلت قوات الحكومة الاتحادية الانتقالية والقوات الاثيوبية مدينة كيسمايو بدون قتال. وبحسب الرئيس الصومالي المؤقت عبد الله يوسف فإن كيسمايو لم تكن تحت سيطرة الحكومة الانتقالية المدعومة من إثيوبيا، بل سيطرت عليها ميليشيات عشائرية في كيسمايو متحالفة الحكومة، وهي عشيرة المريحان.

## المعركة
تكبدت ميليشيات عشيرة المريحان خسائر فادحة، واستولى مقاتلون إسلاميون على سيارة قائد العشيرة الشخصية. بحسب شهود عيان شهد 22 أغسطس أشد قتال، حيث استخدم الجانبان الكثير من الأسلحة الثقيلة بما في ذلك المدافع المضادة للطائرات.

## ما بعد المعركة
في سبتمبر 2012 أعاد الجيش الصومالي بمساعدة قوات بعثة الاتحاد الأفريقي في الصومال وميليشيا راسكامبوني السيطرة على كيسمايو من مقاتلي حركة الشباب في معركة كيسمايو (2012) كان هذا من نتائج العملية الكينية ليندا نشي على الصومال التي بدأت في أواخر العام الماضي.